# 佐々井秀嶺

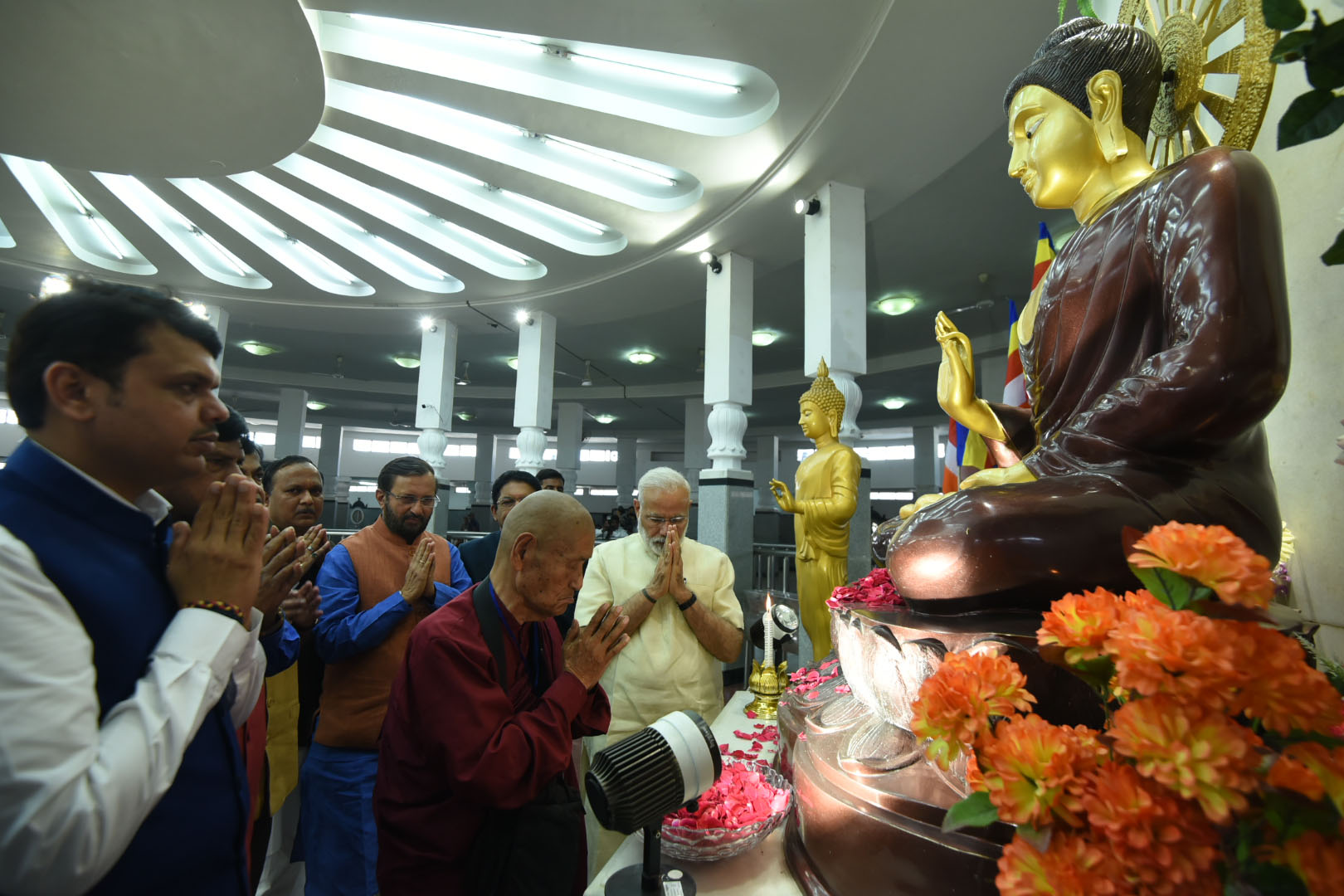
祈り

佐々井 秀嶺（ささい しゅうれい、1935年8月30日 - ）は、インドの僧。インドラ寺住職。インド名はアーリヤ・ナーガールジュナ (Bhadant-G Arya Nagarjuna Shurai Sasai)。なお、本名については Bhadant Arya Nagarjuna Surai Sasai、Bhadant Nagarjun Surai Sasai などの表記もある。インド国籍取得前の本名は佐々井 実。

## 概要
インドで活動している日系インド人（一世）の僧である。ナーグプルのインドラ寺（インドラ・ブッダ・ヴィハール）にて住職を務めている。カースト未満の身分のダリット（不可触賤民）の人々を仏教へと改宗させるアンベードカルのインド仏教復興運動の中心人物の一人となっている。

## 略歴
- 1935年（昭和10年） 岡山県阿哲郡菅生村（現在の新見市菅生）に5人兄弟の長男として誕生。
- 1951年（昭和26年） 中学卒業後、突然薬草販売を始めるも失敗。梅田雲浜の孫・薫が主催する精神修養塾「東京正生院」入塾。浅草の綿屋で丁稚見習い。鳥取県立米子東高等学校定時制に入学（のち中退）。
- 1959年（昭和34年） 山梨県東山梨郡勝沼町（現在の甲州市）の大善寺門前で行き倒れ、同寺の井上秀祐の許で寺男として修行。
- 1960年（昭和35年） 井上秀祐の紹介で 高尾山薬王院第31世貫首山本秀順（1911～96）の許で得度。法名「秀嶺」を授かる。鹿児島の日蓮宗教王寺住職富田日雄（のち本法寺 (京都市)貫首）の許で修行。
- 1962年（昭和37年） 新聞配達をしつつ 大正大学の聴講生となり、雑誌『実践仏教』を発行。その傍ら浪曲師（東家楽水 (2代)）、易者としての研鑽を積む。
- 1965年（昭和40年） 山本秀順の推挙で、高尾山留学僧としてタイに留学。ワット・パークナムで修行(高尾山薬王院の仏舎利塔がタイ王室より寄贈された縁による)
- 1966年（昭和41年） タイを出国しインドへ。カルカッタ、後にラージギルの日本山妙法寺へ移動し、八木天摂に師事。法名「天日」を授かる。
- 1967年（昭和42年） 多宝山上で龍樹菩薩の夢告を受け、インド中部ナーグプルに移る。
- 1968年（昭和43年） ナーグプルで布教活動を開始。
- 1969年（昭和44年） ナーグプル初の寺院「インド山妙法寺」を建立。

- 1970年（昭和45年） ボンベイのシッダールタ・カレッジに留学し、思想家ビームラーオ・アンベードカルの事績を研究。アンベードカルの遺骨をナーグプルに分祀する。断食修行で失声症に陥る。
- 1982年（昭和57年） 山本秀順がナーグプル初訪問
- 1986年（昭和61年） 不法滞在容疑で一時逮捕。ナーグプルで「全市民佐々井秀嶺擁護委員会」が結成され、1カ月で60万人分の釈放嘆願署名が集まる。インド政府よりインド国籍取得認可。

- 1988年（昭和63年） 全インド仏教大会の大導師に就任。ラジーヴ・ガンディー首相よりインド国籍が授与される。インド名：アーリヤ・ナーガールジュナ（龍樹に由来。）
- 1992年（平成4年） ブッダガヤの大菩提寺（マハーボーディ寺）の管理権奪還運動を開始。
- 1994年（平成6年） アンベードカル国際平和賞受賞。
- 1998年（平成10年） マンセル（マンザー）遺跡、シルプール遺跡の発掘を開始。
- 2002年（平成14年） ブッダガヤの大菩提寺、ユネスコ世界文化遺産に登録。
- 2003年（平成15年） 仏教徒代表としてインド政府少数者委員会 (National Commission for Minorities) の委員の1人となる（在任期間：2003年11月2日～2006年10月2日）。
- 2009年（平成21年） 44年ぶりに日本に帰国、各地を訪問し講演会を行う。
- 2010年（平成22年） 「龍樹菩薩大寺」をナーグプル郊外に建立。
- 2011年（平成23年）6月 東日本大震災の被災地20カ所を慰霊行脚。
- 2012年（平成24年） ブッダガヤの大菩提寺の仏教徒による管理を求めインド最高裁判所に提訴。
- 2014年（平成26年） 体調を崩して危篤状態となり、インターネット上で死亡説まで流れるが奇跡的に復活。
- 2015年（平成27年） Dr. ババサヘーヴ・アンベードカル大学会長就任。
  - 同年6月 高野山大学におけるアンベードカル銅像建立式典に招待され、講演会を行う。
- 2018年（平成30年）7月 ブッダガヤの大菩提寺管理権についてインド最高裁で審議開始。
- 2023年（令和5年） 4年ぶり来日。「佐々井秀嶺デジタルアーカイブ」開設。

## 受賞歴
- 1986年、ナーグプル仏教徒委員会より菩薩号を贈与。
- 1994年、アンベードカル国際賞。
- 2004年、マハーラーシュトラのナーガブーシャン賞。

## 活動・功績
僧侶としての日常的な勤行や布教、一般信徒の求めに応じての冠婚葬祭や子供の名付け、インド各地での仏教式典や大改宗式の導師などの他に、下記のような活動を行っている。

### 社会事業

#### 仏教寺院、福祉施設の建設運営
ナーグプル一帯において多数の寺院、学校、診療所、孤児院、老人ホームなどを建設、運営している。資金は托鉢と寄付に依っている。

#### マンセル遺跡・シルプル遺跡発掘
佐々井が行う事業のひとつに、考古学上その所在が謎となっている南天鉄塔の探究がある。
若き日の佐々井がナーグプルに辿り着いて数年後、マンザー（マンセル）に「ナーガルジュナ（龍樹））連峰」という地名があるのを聞き、調査したところ仏像などいくつかの仏教遺跡の痕跡を発見する。この地に仏教遺跡があると確信を深めた佐々井は長年に亘り調査を続け、1998年に龍樹遺跡発掘委員会を設立。中央政府と共同で発掘調査を進め、数箇月後に巨大な仏塔を発見した。その後も僧院跡などが次々と発掘されている。佐々井はこの地に南天鉄塔があるのではないかと考えており、同様に龍樹と関わりがあるとされるシルプル遺跡の発掘も行っている。
現在、両遺跡ともに発掘調査が進み、観光地としても名高い。

### 政府内活動

#### インド政府少数派委員会（マイノリティ・コミッション）
ヒンドゥー教勢力が圧倒的なインドにおいて、少数派となる各宗教（キリスト教、イスラム教、シーク教、仏教など）の発言権を確保するため、インド政府に設置されている委員会の仏教徒代表として、佐々井は2003年からの3年間就任している。
その間、仏教徒の権利確保と仏教遺跡の管理権返還に関する政府内部への働きかけ、各州の少数派委員会にて仏教徒代表のいないケースへの提言を行っている。また就任中、インド国内の祝祭日に関する提言を行い、仏陀生誕日、アンベードカル誕生日および入滅日がいくつかの州で休日に制定された。

### 大菩提寺管理権返還運動
インド東部ビハール州ブッダガヤの大菩提寺は、仏陀成道の史実があるにもかかわらず、長らくヒンドゥー教徒の手により管理され、ヒンドゥー教の儀式および装飾が行われ続けていた。
佐々井はこの現状に抗議し、大菩提寺の仏教徒への解放および関連する法律の改正を求め行動を起こしている。ここでは主に1992年から1998年の間顕著に見られる大規模デモ行動についてまとめている。これら運動は、僧侶、一般信徒合わせて数万人規模になることがしばしばある。
1992年
- 5月16日 大菩提寺大塔にて300人規模の参拝。ヒンドゥー化された現状に抗議し、揉み合いとなる。
- 7月20日 「ブッダガヤー大菩提寺全インド解放実行委員会」結成。委員長就任。
- 9月27日 - 10月22日 ボンベイからニューデリーへ、トラック十数台を引き連れ行進。最終的に数万人規模の集会となる。大統領、中央政府首相に請願書を手渡す。その後ブッダガヤを経由し、ナーグプルへ帰還。全行程約7,000km。
- 11月23日 - 12月6日 アンベードカル入滅日、仏陀成道日を記念し、デリーにて座り込み。その最中の12月6日、インド北部アヨーディヤにて、ヒンドゥー教至上主義者たちによりイスラム教モスクが破壊されるバーブリー・マスジド事件が起こる。この宗教対立により状況が緊迫化し、デモの中断を余儀なくされる。

1993年
- 5月5日 - 5月7日 ブッダガヤー大菩提寺にて座り込みの後、ビハール州都パトナにて市中行進。ビハール州首相ラルー・プラサド・ヤダヴとの会見。大菩提寺内のヒンドゥー的装飾と正面大門の紋章の撤去を要請。
- 10月14日 - 10月21日 デリーにて大統領官邸および首相官邸を取り囲みデモ。市内広場にて7日間の座り込み。

1994年
- 5月24日 - 5月26日 ブッダガヤー大菩提寺にて釈迦生誕を祝う参拝を行う。行進は大規模となるも、寺院参拝を許可されたのは内300人に留まる。後の6月に州首相と会見し、93年5月に行った要請の再確認に加え、「仏陀はヴィシュヌ9番目の化身である」というヒンドゥー教の解釈を否定する最高裁の判断を支持する認定書を取り付けた。
- 12月8日 大菩提寺にて座り込み。翌日、州首相に大菩提寺の新管理委員会候補名簿を手渡し、承認を得る。

1995年
- 4月13日 - 3日間に亘るパトナ市内およびブッダガヤーでの行進の後、大菩提寺大塔付近とパトナ市議会堂付近にて座り込み。改宗させたばかりの2,000人を動員し、彼らを中心に一般信徒含め数万人が交代で3箇月間行う。5月には、ナグプールから高さ3mのアンベードカル像をブッダガヤーに運び込み、一夜にして建立する。
- 7月11日 現地にて抗議の断食に入る。翌日、中央政府に承認された新管理委員会名簿を州首相より手渡され、断食および3箇月間の座り込みはここで終了となる。
- 11月1日 未だ法改正がなされず完全な管理権返還に至らない大菩提寺の解放を要求して、ブッダガヤーにて抗議の断食を行う。僧侶、一般信徒数千人規模となり、一部は境内にも入り込む。9日目に州首相より、中央政府首相、閣僚、各政党との大菩提寺早期返還を目的とする会合を持ちかけられ、断食を中止。

1996年
- 11月1日 デリーにて集会、デモ。全インドから仏教徒数万人が集結。市中行進し、市街地で座り込み。その夜、中央政府首相デーヴェー・ガウダと会見。

1997年
- 2月末、デリーのヤンタル・マンタル広場にて抗議の無期限座り込みに入る。

1992年より集中して行われてきた一連の大菩提寺解放運動は、1998年10月13日をもって一旦終結する。現在、大菩提寺の管理は仏教徒が実質的に行っている。しかし寺院管理の法改正の要求は通っておらず、その後も形を変えてしばしば運動は行われている。2002年、大菩提寺が世界遺産に登録されたことをきっかけに、国連本部より招待を受け、この年のジュネーブでの国連特別総会およびパリのユネスコ本部にて国際社会に向けてアピールを行う。また44年ぶりに日本への一時帰国を果たした際、日本各地での講演において大菩提寺管理権返還の重要性を訴えている。

### 仏教僧集団に関する事業

#### 全印度比丘総本山建設事業
1984年、佐々井は全インド比丘サンガ協会より、仏教の根本道場ならびに仏教徒の国際交流の場としての総本山をブッダガヤーに建設する委員に推薦された。この協会は、当時としては数少ない仏教僧組織のひとつであったが、上座部仏教僧の集まりであり、佐々井とは思想を異にしていたため、それまで互いの接触はなく、突然の人事であった。
当時の協会事務局長ダンマ・パーラや法首アーナンダ・ミトラは日本とも交流があり、佐々井を熱烈に支持。佐々井はこの計画の委員長となった。
しかし、事業は難航を極める。1985年11月半ば、ボンベイの州政府内務省より佐々井の強制退去命令が発令される。この頃佐々井は日本国籍であった。この2年前には国籍取得の嘆願書をマハーラーシュトラ州政府および中央政府内務省に提出していたにもかかわらず、事務処理は遅々として進まず、入国ビザはとうに切れていた。形の上では不法滞在となっており、それが俄かに取り沙汰され、急遽身を隠すことになった。
また翌年5月、大量の建築資材と金庫の中の資金および帳簿の一部が内部の者に持ち去られる事件が発生。
これらの問題をきっかけに協会内の佐々井反対派が勢いを増し、計画は頓挫した。
なおこの計画のために、真言宗智山派関東三山（高尾山薬王院、成田山新勝寺、川崎大師）や臨済宗南禅寺派明泉寺住職冨士玄峰らが中心のナグプール同友会、神戸市仏教連合会、神戸青年仏教徒会などから義援金が集められていた。この問題を振り返り、冨士玄峰は「失敗の原因は十分な計画性に欠けていたことです。ヒンドゥー組織の妨害もあり、だまされてしまったんですね。」と述べている。
協会は1994年に佐々井他2名の追放を宣言している。

#### 全インド比丘大サンガ（マハーサンガ）結成
1992年、佐々井は自らを代表とする「全インド比丘大サンガ」を組織（正式な公表は1996年）し、前述の大菩提寺管理権返還運動へと繋がっていく。

## 著書
- 『必生 闘う仏教』 集英社新書、高山龍智編 2010年10月 ISBN 978-4-08-720561-9
- 『求道者 愛と憎しみのインド』 サンガ新書、小林三旅編 2015年1月 ISBN 978-4-86564-006-9
- 『龍樹と龍猛と菩提達磨の源流 サータヴァーハナ王朝・パーンドゥ王朝・ボーディ王朝』 東方出版、中村龍海編 2015年6月 ISBN 978-4-86249-248-7

## 映像作品
- 『男一代菩薩道 〜インド仏教の頂点に立つ男〜』 フジテレビ『NONFIX』 2004年12月29日放送(初回)[2]
- 『男一代菩薩道2 〜佐々井秀嶺 44年ぶりの帰郷〜』 フジテレビ『NONFIX』 2009年8月13日放送(初回)[3]
- 『男一代菩薩道 〜神とて万能にあらず〜佐々井秀嶺の世界』(2014年 DVD作品[4])小林三旅監督、㈱三度
- 『ジャイビーム！　インドとぼくとお坊さん』（2020年）竹本泰広監督[5]

## 備考
- 1日にコカ・コーラを20本も飲んだことがあり、コカ・コーラ中毒になってしまったことがあった[6]。